# Avia BH-12
De Avia BH-12 is een Tsjechoslowaaks dubbelzitslaagdekker sportvliegtuig gebouwd door Avia. De BH-12 is ontworpen door Pavel Beneš en Miroslav Hajn en vloog voor het eerst in het jaar 1924. 
De BH-12 is het laatste vliegtuig uit de BH-9-serie. Het belangrijkste verschil van dit vliegtuig met zijn voorgangers was dat het ontwerp van de vleugels opnieuw was gedaan. In het nieuwe ontwerp zijn de vleugels geschikt gemaakt om naar achteren gevouwen te worden, zodat de BH-12 via de weg kon worden verplaatst.

## Specificaties
- Bemanning: 1
- Capaciteit: 1 passagier
- Lengte: 6,34 m
- Spanwijdte: 9,77 m
- Vleugeloppervlak: 13,6 m2
- Leeggewicht: 320 kg
- Volgewicht: 550 kg

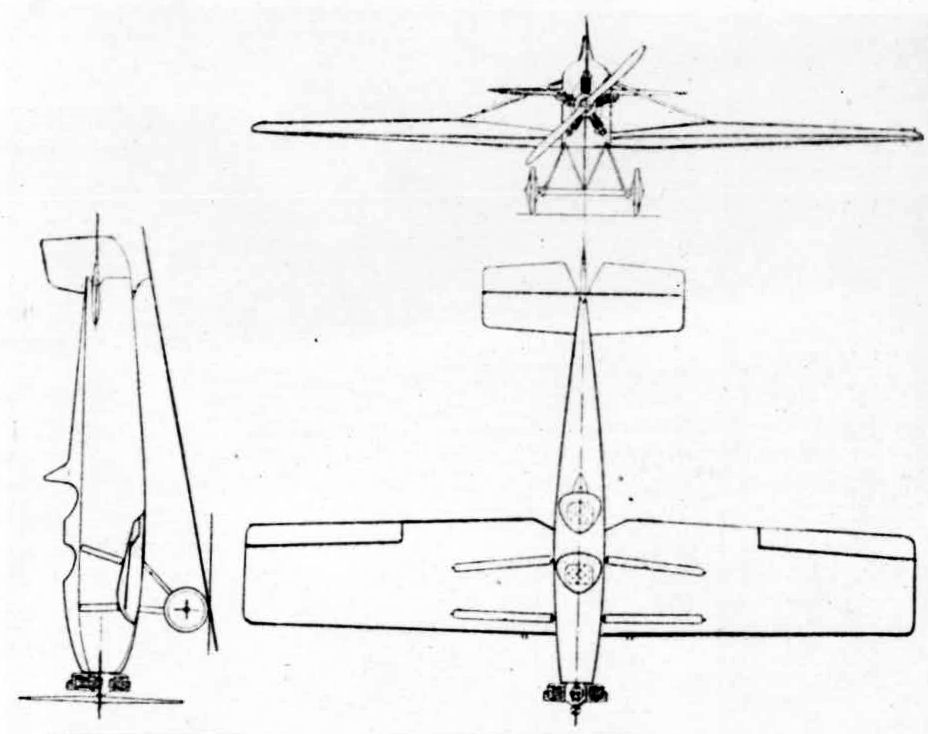
Avia BH-12

- Motor: 1× Walter NZ-60, 45 kW (60 pk)
- Maximumsnelheid: 150 km/h
- Vliegbereik: 520 km
- Plafond: 5 000 m
- Klimsnelheid: 3,3 m/s